# Raphitoma purpurea
Raphitoma purpurea är en snäckart som först beskrevs av Montagu 1803.  Raphitoma purpurea ingår i släktet Raphitoma och familjen Turridae. Inga underarter finns listade i Catalogue of Life.